# Schweizer Nordische Skimeisterschaften 1968
Die Schweizer Nordischen Skimeisterschaften 1968 fanden am 13. und 14. Januar 1968 in der Lenk, am 17. März 1968 in Blonay und am 24. März 1968 in St. Moritz statt. Ausgetragen wurden im Skilanglauf die Distanzen 15 km, 30 km und 50 km, sowie die 4 × 10 km Staffel. Alois Kälin gewann die Meistertitel über 15 km, 30 km und in der Nordischen Kombination. Zudem triumphierte Konrad Hischier über 50 km und die Staffel von SC Alpina St. Moritz. Bei den Frauen siegte Cosette Quebatte über 10 km. Das Skispringen gewann Sepp Zehnder.

## Skilanglauf

### Männer

#### 15 km
| Platz | Name             | Verein               | Zeit (std) |
| ----- | ---------------- | -------------------- | ---------- |
| 01    | Alois Kälin      | SC Einsiedeln        | 1:01:10    |
| 02    | Josef Haas       | SC Marbach           | 1:01:18    |
| 03    | Konrad Hischier  | SC Obergoms          | 1:02:03    |
| 04    | Hermann Walther  | Grenzwachtkorps      | 1:02:46    |
| 05    | Franz Kälin      | SC Einsiedeln        | 1:02:53    |
| 06    | Paul Bebi        | SC Davos             | 1:03:00    |
| 07    | Fritz Stüssi     | Riedern              | 1:03:06    |
| 08    | Urs Roner        | SC Alpina St. Moritz | 1:03:50    |
| 09    | Hanspeter Kasper | SC Alpina St. Moritz | 1:04:05    |
| 10    | Flury Koch       | SC Alpina St. Moritz | 1:04:09    |

Datum: Samstag, 13. Januar 1968 in der Lenk
 Bei Minustemperaturen von 25 bis 31 Grad holte Alois Kälin nach 1964 seinen zweiten Titel über diese Distanz mit acht Sekunden Vorsprung auf den Vorjahressieger Josef Haas.

#### 30 km
| Platz | Name              | Verein         | Zeit (std) |
| ----- | ----------------- | -------------- | ---------- |
| 01    | Alois Kälin       | SC Einsiedeln  | 1:51:24,5  |
| 02    | Josef Haas        | SC Marbach     | 1:53:12,8  |
| 03    | Georges Gottofrey | Lyss           | 1:54:13,3  |
| 04    | Giuseppe Dermon   | SC Disentis    | 1:55:01    |
| 05    | Jean-Michel Aebi  | Chaux de Fonds | 1:55:18    |
| 06    | Sepp Birchler     | SC Einsiedeln  | 1:56:47    |
| 07    | Ulrich Wenger     | SAS Bern       | 1:57:27    |
| 08    | Paul Bebi         | Klosters       | 1:58:10    |

Datum: Sonntag, 17. März 1968 in Blonay

Der Einsiedelner Alois Kälin siegte mit einer Minute und 48 Sekunden Vorsprung auf Josef Haas und Georges Gottofrey und holte damit seinen dritten Meistertitel über diese Distanz.

#### 50 km
| Platz | Name            | Verein          | Zeit (std) |
| ----- | --------------- | --------------- | ---------- |
| 01    | Konrad Hischier | SC Obergoms     | 3:07:26,3  |
| 02    | Ulrich Wenger   | SAS Bern        | 3:08:35,3  |
| 03    | Denis Mast      | Les Cernets     | 3:09:38,5  |
| 04    | Paul Bebi       | Klosters        | 3:09:38,5  |
| 05    | Alois Kälin     | SC Einsiedeln   | 3:14:52,4  |
| 06    | Bernard Brandt  | La Brevine      | 3:17:11,5  |
| 07    | Franz Kälin     | SC Einsiedeln   | 3:17:14,9  |
| 08    | Josef Haas      | SC Marbach      | 3:18:36,1  |
| 09    | Josef Vinzenz   | Grenzwachtkorps | 3:19:07,5  |
| 010   | Willy Junod     | Les Cernets     | 3:22:11,1  |

Datum: Sonntag, 24. März 1968 in St. Moritz

Nach 1964 und 1965 holte Konrad Hischier vor Ulrich Wenger und Denis Mast seinen dritten Titel über diese Distanz. Der Vorjahressieger Josef Haas wurde Achter.

#### 4 × 10 km Staffel
| Platz | Namen                                                      | Verein               | Zeit (std) |
| ----- | ---------------------------------------------------------- | -------------------- | ---------- |
| 01    | Urs Roner Albert Giger Hanspeter Kasper Flury Koch         | SC Alpina St. Moritz | 2:48:53,3  |
| 02    | Erich Schönbächler Franz Kälin Alfred Kälin Alois Kälin    | SC Einsiedeln        | 2:51:22,2  |
| 03    | Gregor Hischier Konrad Hischier Edi Hauser Hermann Kreuzer | SC Obergoms          | 2:52:40,8  |
| 04    |                                                            | Klosters             | 2:55:18    |
| 05    |                                                            | SC La Brévine        | 2:55:22    |

Datum: Sonntag, 14. Januar 1968 in der Lenk

### Frauen

#### 10 km
| Platz | Name             | Verein        | Zeit         |
| ----- | ---------------- | ------------- | ------------ |
| 01    | Cosette Quebatte | Les Verrieres | 59:28,7 min. |
| 02    | Ursula Rehmann   | Bern          | 1:01:56,4 h. |
| 03    | Jacqueline Frey  | Mont Soleil   | 1:03:12,0 h. |

Datum: Samstag, 13. Januar 1968 in der Lenk

## Nordische Kombination

### Einzel
| Platz | Name              | Verein        | Weiten        | Punktestand nach dem Springen | Gesamtpunkte |
| ----- | ----------------- | ------------- | ------------- | ----------------------------- | ------------ |
| 01    | Alois Kälin       | SC Einsiedeln | 60,5 m 61,0 m | 219,7                         | 459,70       |
| 02    | Jacky Rochat      | Le Brassus    | 62,0 m 62,0 m | 223,7                         | 371,78       |
| 03    | Rudolf Gutknecht  | Wald          |               |                               | 288,09       |
| 04    | Francois Glondaou | La Brevine    |               |                               | 285,92       |
| 05    | Heini Moser       | Langenbruck   | 51,0 m 51,5 m | 155,7                         | 266,98       |

Datum: Samstag, 13. Januar 1968 in der Lenk

Alois Kälin holte mit 459,7 Punkten seinen siebten Meistertitel in der Nordischen Kombination.

## Skispringen

### Normalschanze
| Platz | Name         | Verein        | Weite 1 | Weite 2 | Punkte |
| ----- | ------------ | ------------- | ------- | ------- | ------ |
| 01    | Sepp Zehnder | SC Einsiedeln | 63,5 m  | 63,0 m  | 218,5  |
| 02    | Hans Schmid  | Mümliswil     | 60,5 m  | 63,0 m  | 201,6  |
| 03    | Jose Wirth   | Le Locle      | 62,0 m  | 61,0 m  | 200,2  |
| 04    | Alois Kälin  | SC Einsiedeln | 61,5 m  | 59,5 m  | 197,1  |
| 05    | Klaus Flury  | Mümliswil     | 60,0 m  | 60,0 m  | 194,3  |

Datum: Sonntag, 14. Januar 1968 in der Lenk

Sepp Zehnder holte mit Weiten von 63,5 m und 63 m und 218,5 Punkten vor Hans Schmid und Jose Wirth seinen ersten Meistertitel.